# Spheginobaccha guttula
Spheginobaccha guttula är en tvåvingeart som beskrevs av Dirickx 1995. Spheginobaccha guttula ingår i släktet Spheginobaccha och familjen blomflugor.
Artens utbredningsområde är Madagaskar. Inga underarter finns listade i Catalogue of Life.